# NGC 1509
NGC 1509 este o emission-line galaxy⁠(d) situată în constelația Eridanul. A fost descoperită în 22 octombrie 1886 de către Lewis A. Swift.